# Ірвін Кершнер
Ірвін Кершнер (англ. Irvin Kershner; 29 квітня 1923, Філадельфія - 27 листопада 2010, Лос-Анджелес) — американський кінорежисер українською походження, серед найвідоміших робіт якого друга частина «Зоряних воєн» і один з найвдаліших фільмів, неофіційна екранізація "бондіани", "Ніколи не кажи Ніколи" з Шоном Коннері.

## Біографія
Ірвін Кершнер народився в 1923 році у Філадельфії. Батьки були євреями з міста Тальне Черкаської області. Ірвін зазначав, що у сім'ї спілкувався українською, англійською, а також їдишем. Перш ніж зайнятися кіно, він навчався скрипковій грі і музичній композиції, потім живопису та фотографії. Він навіть викладав фотографічне майстерність в каліфорнійській школі кіномистецтв. Потім закінчив кінокурси і у 1950 році став режисером-документалістом, знімав картини про Близький Схід.
І тільки через 20 років він почав робити художні картини. Кершнер створив 17 фільмів.
Кершнер був одним з вчителів Джорджа Лукаса, і саме до нього Лукас прийшов із пропозицією зняти перший з сіквелів Зоряних вієн — "Імперія завдає удару у відповідь" (1980). Спочатку Кершнер відмовився, порекомендувавши своєму студентові пошукати молодшого кандидата, проте Лукас все-таки зміг його переконати.
Друга його загальновизнана заслуга перед світовим кінематографом — повернення Шона Коннері в ролі Джеймса Бонда, агента 007. Кершнер зняв ремейк на кінострічку "Кульова блискавка" (1965), фільм під назвою "Ніколи не кажи Ніколи" (1983), який залишився поза офіційною "бондіаною" Альберта Брокколі.
У 1988 році Кершнер дебютував як актор, знявшись в "Останній спокусі Христа" Мартіна Скорсезе.
Останньою роботою Кершнера став телесеріал "Підводна Одіссея-2032".